# 李倩 (乒乓球运动员)
李倩（1986年7月30日—），河北保定人，波兰籍女子乒乓球运动员，目前居住在塔尔诺布热格。她曾参加2008年、2012年和2016年三届奥林匹克运动会，还曾获得2018年欧洲乒乓球锦标赛女子单打冠军。